# Andesfuut
De andesfuut (Podiceps andinus) is een uitgestorven watervogel uit de familie van de futen (Podicipedidae). De wetenschappelijke naam van de soort is voor het eerst geldig gepubliceerd 1959 door Meyer de Schauensee. 

## Voorkomen
De soort werd tot 1977 waargenomen in de buurt van Lago de Tota in Boyacá, Centraal-Colombia. De vogel wordt als uitgestorven beschouwd.